# Шимський район
Шимський район (рос. Шимский район) — муніципальне утворення у складі Новгородської області Росії. Адміністративний центр — робоче селище Шимськ.

## Географія
Площа 1836,76 км².
На півдні район межує — з Солецьким та Волотовським районами, його західна частина межує з Псковською областю, на північному заході з Ленінградською областю, а на півночі — з Батецьким та Новгородським районами.
Район розташовується на березі озера Ільмень, за його території протікають річки — Шелонь, Мшага, Киба.

### Охорона природи
На території Шимського району створено 4 пам'ятки природи загальною площею 439 га, 2 комплексного (ландшафтного, наукового, рекреаційного) профілю, 1 гідрологічного і 1 біологічного (ботанічна).
| № | Назва                                          | Тип                    | Площа (га) | Розташування                    | Створення                        | Дата                 | Характеристика | Фото |
| - | ---------------------------------------------- | ---------------------- | ---------- | ------------------------------- | -------------------------------- | -------------------- | --- | ---- |
| 1 | Княжий двір                                    | комплексна, ландшафтна | 172,3      | Подгощинське сільське поселення | Постанова Уряду НО № 477         | 16 вересня 2014 року | Унікальні природні комплекси лісового масиву і сухих лук на яких досліджується сукцесія за минуле століття. Природний комплекс використовується в рекреаційних цілях.                      |      |
| 2 | Сосновий бір                                   | ботанічна              | 263        | Уторгоське сільське поселення   | Постанова Адміністрації НО № 387 | 10 грудня 2001 року  | Лісові природні комплекси соснових борів на закинутих кар'єрах і камових ландшафтах. |      |
| 3 | Живодайне джерело                              | гідрологічна           | 1          | Шимське міське поселення        | Постанова Уряду НО № 387         | 10 грудня 2001 року  | Облаштоване природне джерело разом з дерев'яною капличкою і навколишніми насадженнями. |      |
| 4 | Пагорб з рідкісними рослинами поблизу Людятино | комплексна, ландшафтна | 2,5        | Уторгоське сільське поселення   | Постанова Уряду НО № 421         | 8 серпня 2014 року   | Пагорб льодовикового походження. Низовинне болото з ручаями. На території пам'ятки 12 видів рідкісних рослин, що перебувають під охороною. Ландшафт використовується в рекреаційних цілях. |      |

## Муніципально-територіальний устрій
У складі муніципального району 1 міське і 3 сільських поселення, які об'єднують 127 населених пунктів, що перебувають на обліку (разом із залишеними).
| Муніципальне утворення          | Адмінцентр                 | Кількість населених пунктів | Населення (осіб, 2017 рік) | Площа (км²) | Карта                          |
| ------------------------------- | -------------------------- | --------------------------- | -------------------------- | ----------- | ------------------------------ |
| Шимське міське поселення        | робітниче селище Шимськ    | 24                          | 5212▼                      | 318,90      | Шимськ Медведь Подгощі Уторгош |
| Медведське сільське поселення   | село Медведь               | 25                          | 2192▼                      | 579,66      | Шимськ Медведь Подгощі Уторгош |
| Подгощинське сільське поселення | село Подгощі               | 39                          | 1971▼                      | 340,00      | Шимськ Медведь Подгощі Уторгош |
| Уторгоське сільське поселення   | залізнична станція Уторгош | 39                          | 1801▼                      | 598,20      | Шимськ Медведь Подгощі Уторгош |

Законом Новгородської області № 728-ОЗ від 30 березня 2010 року, який набрав чинності 12 квітня 2010 року, були об'єднані:
- Шимське міське, Борське і Коростинське сільські поселення в єдине Шимське міське поселення з адміністративним центром в селищі Шимськ;
- Городищенське і Уторгоське сільські поселення в єдине Уторгоське сільське поселення з адміністративним центром на залізничній станції Уторгош;
- Краснодворське і Подгощинське сільські поселення в єдине Подгощинське сільське поселення з адміністративним центром в селі Подгощі.

## Економіка

### Гірництво
На території району ведеться відкрита розробка корисних копалин будівельними (ТОВ «Трест-2», «ИНВЕСТСТРОЙ»), шляхоремонтними (Шимське дорожно-експлуатаційне підприємство), житлово-комунальними та іншими підприємствами, ТОВ «Северо-Западный регион», «Кристалл», «Карьер „Кчеры“», «Северная поляна», «ПИНДСТРУП», «Север», «Новгородская Долина», «Святой источник». Розробка ведеться відкритим способом на таких родовищах і в кар'єрах:
- Пісок будівельний: Скородумське-1 (поблизу села Солоніцко), Раглиці (поблизу села Раглиці), Менюша, Каменське, Струпенка і Добролюбово (на північний схід від села Менюша), Витонь (поблизу села Мала Витонь), річище Шелоні (12-29 км).
- Піщано-гравійний матеріал (ПГМ, ПГС): Витонь (поблизу села Мала Витонь), Кчерське (поблизу села Хотиня), річище Шелоні (12-29 км), Кчерське (поблизу села Комарово), Бологово (поблизу села Бологово).
- Вапняк (включно з облицювальним) і карбонати: Жари (поблизу села Жари), Утьос (поблизу села Солоніцко).
- Торф: Боровське (поблизу села Північна Поляна), Заплюсські мохи (за 12 км на захід від села Людятино).[8].

### Промисловість
Головні системоутворюючі підприємства Шимського району:
- ТОВ «Северная Поляна» — видобуток, брикетування та подрібнення торфу.